# Yllenus somonensis
Yllenus somonensis är en spindelart som beskrevs av Prószynski 1982. Yllenus somonensis ingår i släktet Yllenus och familjen hoppspindlar. Inga underarter finns listade i Catalogue of Life.